# Maria Brüning

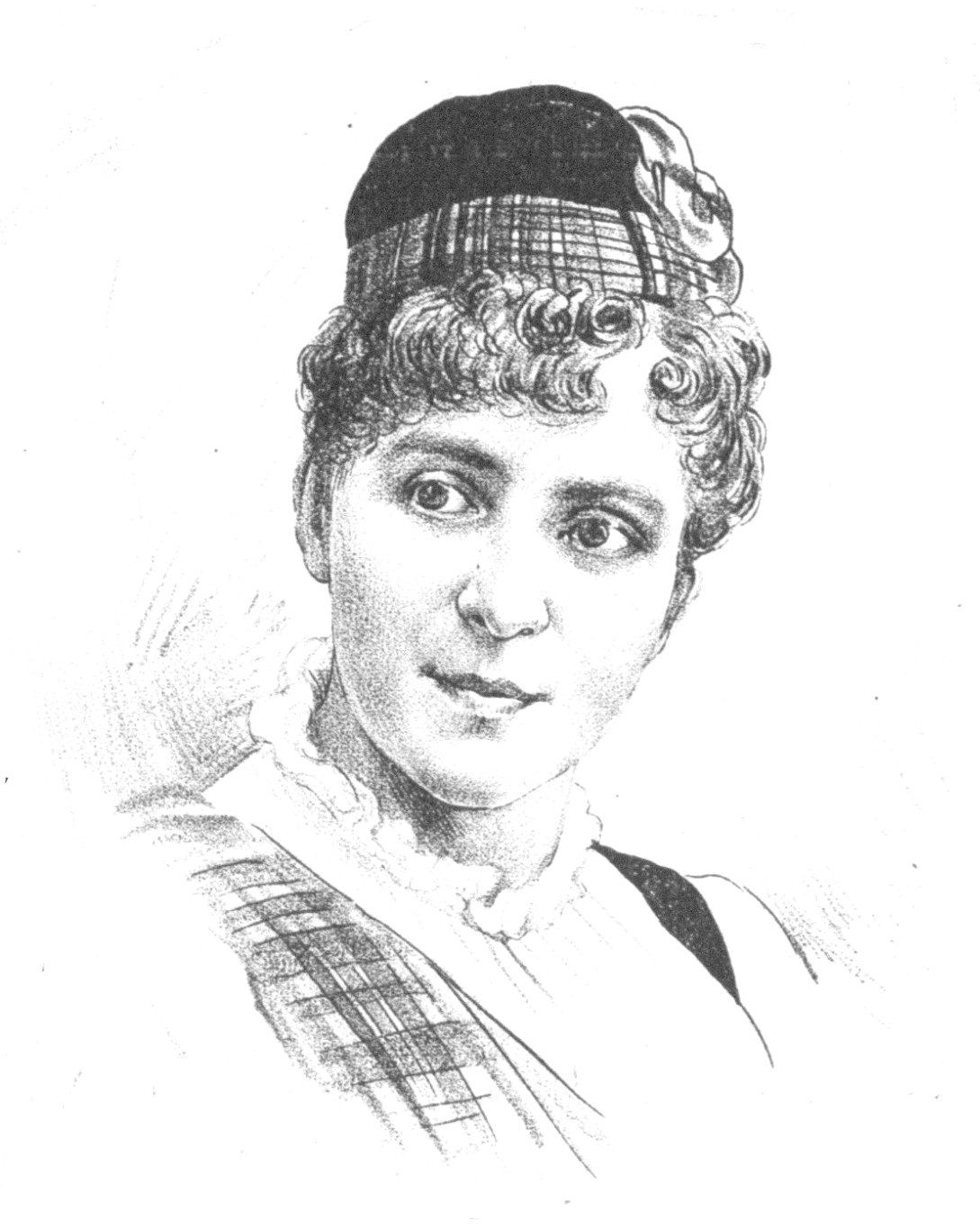
Maria Brüning im Jahre 1890

Maria Brüning (30. März 1869 auf Gut Falkenhusen bei Lübeck – nach 1905) war eine deutsche Opernsängerin (Sopran).

## Leben
Brüning, die Tochter eines Gutsbesitzers, sollte sich dem Lehrerinnenstand widmen, und schon während des Besuches der höheren Töchterschule in Lübeck empfand sie entschiedene Vorliebe für Musik und Gesang.
Da man allgemein ihre Stimme der Ausbildung für würdig empfand, begab sie sich zuerst nach Berlin, und dann nach Dresden zu Aglaja Orgeni, um sich gänzlich dem Studium widmen zu können. Gute Schule und ernstes Bestreben ermöglichte es ihr, bereits am 5. März 1890 am Königlichen Opernhause in Dresden als „Margarethe“ debütieren zu können, nachdem sie vom Oktober 1880 bis Februar 1890 die Opernschule des Konservatoriums besucht hatte.
Der Erfolg ihres ersten öffentlichen Auftretens war groß und versöhnte auch die Eltern der jungen Künstlerin mit der neuen Berufswahl.
Der frische Reiz ihrer Stimme, ihr angenehmer Vortrag der begabten Sängerin, trugen auch dazu bei, dass ihr das Publikum immer mehr gewogen wurde und auch die Kritik wärmere Töne anschlug.
Brüning, die sich überhaupt während der Zeit ihrer Tätigkeit am Hoftheater im Fach der jugendlich-lyrischen und Koloratursoubretten steigender Anerkennung erfreute, zählte zu ihren beliebtesten Partien „Pamina“, „Agathe“, „Margarethe“, „Ännchen“, „Zerline“, „Leonore“ etc.
Die Künstlerin hat seit dem Scheiden von der Dresdner Bühne 1895 kein festes Engagement mehr angenommen und ihren Wohnsitz in Dresden aufgeschlagen.
Ihre Bühnentätigkeit endete 1905, ihr weiterer Lebensweg ist unbekannt.